# Ryan Simpkins

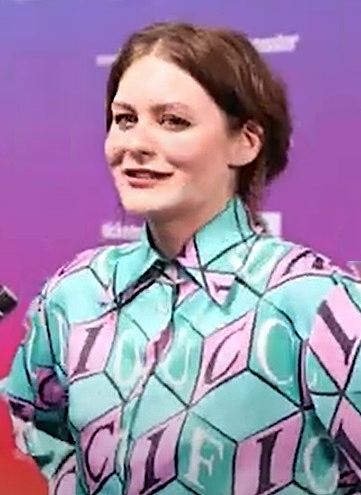
Ryan Simpkins, 2022

Ryan Elise Simpkins (* 25. März 1998 in New York City, New York) ist eine US-amerikanische Schauspielerin.

## Leben
Simpkins wurde 1998 in New York City als eines von drei Kindern geboren. 2006 zog sie mit ihrer Familie nach Kalifornien. Ihr Bruder Ty Simpkins ist ebenfalls Schauspieler.
Ihren ersten Filmauftritt hatte sie 2003 in Fallen Angel. Im Alter von sieben Jahren gab sie am Broadway ihr Debüt. Gemeinsam mit ihrem Bruder Ty war sie in Gardens of the Night (2008), Das Gesetz der Ehre (2008), Zeiten des Aufruhrs (2008), Arcadia (2012) und Hangman (2015) zu sehen.
2010 schrieb, produzierte und inszenierte Simpkins den Kurzfilm Sitters Street.

## Auszeichnungen
| Jahr | Award                               | Kategorie               | Film                                | Ergebnis  |
| ---- | ----------------------------------- | ----------------------- | ----------------------------------- | --------- |
| 2008 | New York City Horror Film Festival  | Beste Schauspielerin    | Unter Kontrolle                     | Gewonnen  |
| 2009 | The Women Film Critics Circle       | Beste Jungdarstellerin  | Gardens Of The Night                | Nominiert |
| 2010 | Fangoria Chainsaw Award             | Beste Nebendarstellerin | Unter Kontrolle                     | Nominiert |
| 2012 | Long Island International Film Expo | Beste Nebendarstellerin | Jeremy Fink and the Meaning of Life | Gewonnen  |
| 2016 | Fangoria Chainsaw Award             | Beste Darstellerin      | Anguish                             | Nominiert |

## Filmografie (Auswahl)
- 2003: Fallen Angel (Fernsehfilm)
- 2004: Law & Order: Special Victims Unit (Fernsehserie, Episode: Sick)
- 2005–2006: Wonder Showzen (Fernsehserie, 9 Episoden)
- 2006: SherryBaby
- 2008: Gardens of the Night
- 2008: CSI: Den Tätern auf der Spur (Fernsehserie, Episode: A Thousand Days on Earth)
- 2008: Unter Kontrolle (Surveillance)
- 2008: Das Gesetz der Ehre (Pride and Glory)
- 2008: Zeiten des Aufruhrs (Revolutionary Road)
- 2009: A Single Man
- 2010: Sitters Street (Kurzfilm, auch Drehbuch, Regie und Produktion)
- 2011: Twixt
- 2011: Jeremy Fink and the Meaning of Life
- 2012: Arcadia
- 2013: Space Warriors – Das verrückte Weltraumcamp (Space Warriors)
- 2015: Hangman
- 2015: Anguish
- 2017: Izzy Gets the F*ck Across Town
- 2017: Casino Undercover (The House)
- 2021: Fear Street – Teil 2: 1978 (Fear Street Part Two: 1978)
- 2023: Edge of Everything
- 2024: The Exorcism